# Hammarbyverken
AB Hammarbyverken var ett skeppsvarv i Henriksdalshamnen i Stockholm. Det grundades som ett reparationsvarv av ESAB 1929.
Från 1938/1939 hade varvet två flytdockor, 46 och 32 meter långa.
Finnboda varv köpte 1942 upp aktiemajoriteten och bildade 1945 dotterbolaget Hammarbyverken, som var underleverantör till Finnboda och byggde stålkonstruktioner samt bogserbåtar och andra mindre fartyg.
Varvet lades ned 1961.

## Byggda fartyg i urval
- 1943 Motorräddningsbåten Hans Ulrich till Sjöräddningssällskapets Hoburgs räddningsstation
- 1943 HMS Ane, färja till Marinen
- 1943 HMS Ring, färja till Marinen
- 1944 Räddningskryssaren Bernhard Ingelsson
- 1950 M/S Långedrag, passagerarbåt
- 1951 M/S Gillöga, passagerarfartyg
- 1954 M/S Seskarö, färja
- 1969 M/S Skagul, passagerarfartyg